# Peter Salcher

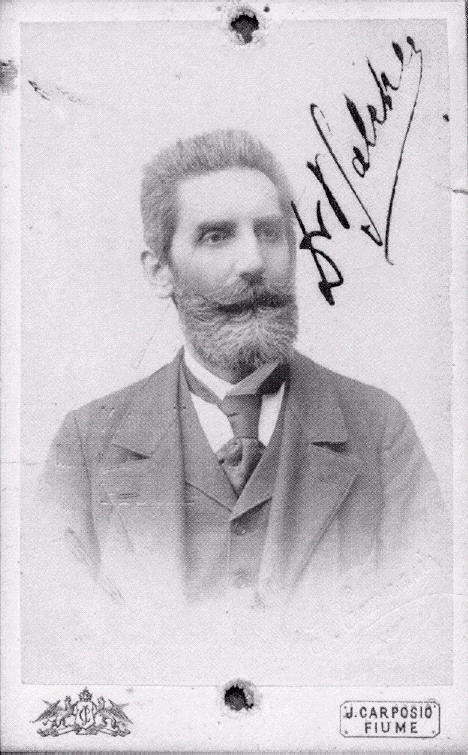
Peter Salcher um 1890

Peter Salcher (* 10. August 1848 in Kreuzen (Kärnten); † 4. Oktober 1928 in Sušak, Kroatien) war ein österreichischer Physiker und Fotopionier.

## Leben
Peter Salcher, der Sohn eines Lehrers, besuchte in seinem Geburtsort Kreuzen die Volksschule, in Klagenfurt das Gymnasium, wo er auch maturierte. In Graz promovierte er zum Doktor der Philosophie. Nach einem halben Jahr Probezeit an einem Grazer Gymnasium bekam er eine Stelle an der Oberrealschule in Triest, die er 35 Jahre innehatte. Von 1875 wirkte er an der Marineakademie Fiume bis 1909 als Professor der Physik und Mechanik. Einer seiner Schüler war Georg Ludwig von Trapp.
1880 bekam er auch die Leitung der meteorologischen Station in Fiume übertragen.
Verheiratet war er seit 1874 mit der in Leoben geborenen Adrienne von Am-Pach auf Grienfelden, der Tochter eines Bezirkshauptmannes.
Im Jahr 1909 wechselte er in den Ruhestand, wo er zuerst in Fiume, dann von 1910 bis 1914 in Triest und schließlich in Sušak lebte. Dort starb er 1928. Bestattet ist er im Familiengrab in Fiume.

## Wirken
Er führte 1886 zum ersten Mal Fotoaufnahmen von Luftwellen, die von mit Überschallgeschwindigkeit fliegenden Geschossen verursacht wurden. Diese Studien führte er in Zusammenarbeit mit Ernst Mach durch. Ebenso machte er Wellen und Wirbel von ausfließender Druckluft mit Hilfe der Schlierenmethode, die von August Toepler entwickelt wurde, auf Fotos sichtbar.

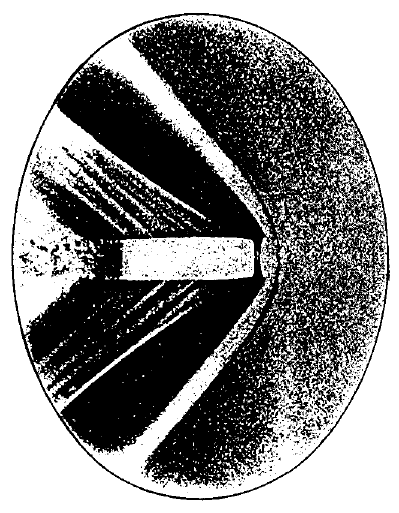
Eine der ersten Aufnahmen einer Pistolenkugel im Flug von Peter Salcher

Es existieren aber noch weitere kleinere Abhandlungen auf dem Gebiet der Physik, Meteorologie und Fotografie. Sie wurden auch in verschiedenen Fachzeitschriften, wie in den Mitteilungen aus dem Gebiete des Seewesens in Wien, veröffentlicht. Diese Arbeiten wurden auch großteils zur Ausbildung der Marineoffiziere der K.u.k. Kriegsmarine herangezogen.
Die Briefe, die er an Mach schrieb, sind schon lange im Deutschen Museum in München zugängig, während die Briefe in umgekehrter Richtung, also jene, die er von Ernst Mach bekam, erst 2002 durch einen Verwandten Salchers entdeckt und damit erst der Öffentlichkeit zugängig gemacht wurden. Originalfotos von Salcher und Mach befinden sich als Dauerleihgabe der Graphischen Lehr- und Versuchsanstalt Wien in der Fotosammlung der Albertina.
Die Arbeit mit Ernst Mach wird gerne als Beispiel von interdisziplinärer Zusammenarbeit innerhalb der Monarchie herangezogen.

## Werke
- Elemente der theoretischen Mechanik, 1881 bei C.Gerold in Wien
- Physik und Mechanik, zwei Teile 1891 und 1895, bei der Hof- und Staatsdruckerei in Wien
- Handbuch der Oceanographie, zwei Teile, 1883 Wien als Mitverfasser
- Das Klima von Fiume-Abbazia, 1894 Fiume G.Dase
- Geschichte der k.u.k. Marine-Akademie, 1902, bei C.Gerold Wien
- Die Wasserspiegelbilder, 1903, Halle an der Saale

## Auszeichnungen
- Ritter des Franz-Joseph-Ordens
- Militär-Verdienstmedaille
- Inhaber der Maria Theresia-Medaille für Leistungen auf dem Gebiet der Fotografie
- Ehrenmedaille für die Mitarbeit an der Budapester Millenniumsausstellung 1896
- Korrespondierendes Mitglied der Österreichischen Akademie der Wissenschaften
- und der Australian Academy of Sciences
- Mitglied der Société française de physique in Paris
- Ehrenbürger in Hermagor